# Okultismus

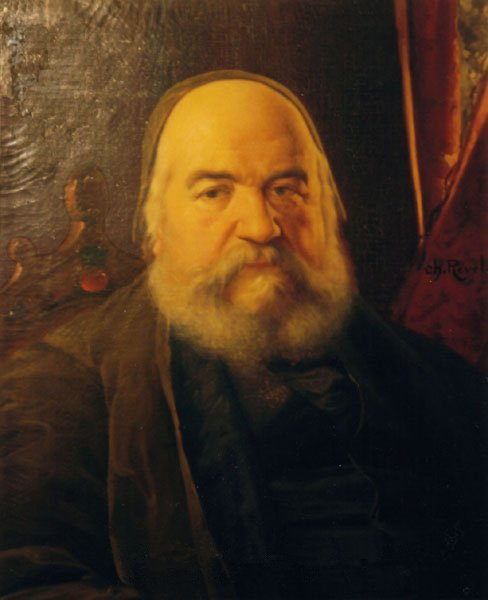
Éliphas Lévi, popularizátor pojmu okultimus

Okultismus, z latinského occultus „skrytý, tajný“, je souhrnný název pro různá učení a praktiky, která souvisí s údajnými skrytými, nadpřirozenými, silami, který navazuje na starší koncepce okultních kvalit, okultních sil, okultní filosofie a okultních věd. Pojem okultismus splývá s pojmy jako esoterismus a magie, do určité míry také s pojmem pověry, a bývá pod něj zařazována také alchymie, astrologie, kabala, spiritismus a další „tajné vědy“.

## Okultní kvality, okultní filosofie a okultismus
Samotné slovo okultismus je relativně nové, - l’occultisme, se poprvé objevilo ve francouzském slovníku Dictionnaire des mots nouveaux z roku 1842 v hesle o křesťanském esoterismu od Augustina de Lestrange a stejně jako slovo esoterismus bylo popularizováno Eliphasem Lévim, a to v jeho díle Dogma a rituál vysoké magie z roku 1856. Do angličtiny bylo toto slovo nejspíše zavedeno Helenou Petrovnou Blavatskou v roce 1875.
Už ve středověké přírodní filosofii vycházející z Aristotela se hovořilo o qualitas occulta „okultních kvalitách“, které na rozdíl od zjevných vlastností, jako je barva nebo chuť, jsou smyslům skryty a které lze odhalit pozorováním či experimentem, ale nikoliv skrze logickou dedukci. Z těchto důvodů byly chápány jako stojící mimo možnosti scholastické vědy. Okultní povaha byla přisuzována například magnetismu, vlivu hvězd nebo léčivých vlastnostem rostlin, zvířat a nerostů. Toto paradigma přijala i renesanční magie, pro kterou byly okultní kvality teoretickém předpokladem magie naturalis, tedy přirozené magie. Během vědecké revoluce v 17. století byla ale existence zvláštních skrytých vlastností odmítnuta. Badatelé spjatí s esoterismem, například Athanasius Kircher, však nadále o „okultních silách“, ke kterým stále řadili například magnetismus, a termín byl populární jak v souvislosti s novými objevy týkajícími se elektřiny nebo s fenoménem živočišného magnetismu. V moderním esoterismu a pseudovědě se v takovém případě často hovoří o „energiích“.
Dalším termínem je okultní filosofie, která se poprvé nejspíše objevila v díle Agrippy von Nettesheim De occulta philosophia z počátku 16. století. Pro Agrippu byla nejspíše totožná s magií, kterou chápal jako starobylou moudrost, zvanou též prisca theologia. Ve stejné době se také začal objevovat termín okultní vědy, který měl zahrnovat alchymii, astrologii a magii, především pak přirozenou magii.

## Okultismus a esoterismus
Pojmy esoterismus a okultismus jsou často používány jako zaměnitelné, ale v některých případech jsou rozlišovány. Někdy tak bývá okultismus chápán jako praktická složka esoterismu, jindy je okultismus chápán jako zvláštní forma esoterismu vzniklá v 19. století jako reakce na hegemonii materialistické vědy.
Okultismus chápaný jako praktický esoterismus se poprvé objevil v článku Toward the Sociology of Esoteric Culture sociologa Edwarda  Tiryakiana z roku 1972, a následně v díle Mircey Eliadeho, Antoine Faivreho, Milana Nakonečného a mnohých dalších. V roce 1983 byla taková definice odmítnuta Robertem Galbreathem, v roce 1998 od ní upustil i Antoine Faivre. Okultismus chápaný jako zvláštní forma esoterismu se objevuje v díle historika esoterismu Woutera Hanegraafa, který ho chápe jako reakci esoteriků na odkouzlený svět a snahu smířit jejich učení a praktiky s moderní vědou, o syntézu magie a vědy. Kořeny tohoto nového přístupu vidí v 18. století, v učení Emanuela Swedenborga a Franze Mesmera, a mezi jeho rozvinuté formy řadí například spiritualismus aobřadní magii 19. století. Kromě toho se však domnívá, že přežil tradiční, „romantický“, esoterismus, který odmítl kompromisy s moderním světem. Podobný přístup se objevuje na konci 19. století a začátku 20. století v dílech autorů, jako byl psycholog Alfred Lehmann, který spojil vznik okultismu se založením London Dialectical Society, která měla za cíl vědecky zkoumat tvrzení spiritualistů, nebo parapsycholog Rudolf Tischner, u tradicionalistického esoterika Reného Guénona v rámci jeho útoku na okultismus nebo u historika umění Luca Benoista. Taktéž Jan Kefer se domníval, že okultní jevy jsou skryty pouze dočasně a že věda nakonec odhalí jejich příčiny a okultismus se tak dočká zaslouženého uznání.
Mezi samotnými „okultisty a esoteriky“ nemusí být ani jedno z těchto dělení vždy validní, například Jan Kefer chápal okultismus jako teoretickou složku hermetismu, vedle prakticky založené magie, na druhou stranu se pak mnozí francouzští okultisté 19. století se vymezovali vůči spiritualismu, který je v druhé z klasifikací typickým příkladem okultismu. K definicím, které se v tomto prostředí objevují, patří například Papusova, podle které je okultismus „utajovanou vědou“, která se objevuje ve třech podobách: scientia occulta (tajná věda), scientia occultati (věda tajeného) a scientia occultans (věda utajující). Arthur Edward Waite zase vymezil okultismus jako souhrn transcendentálních a magických věd zahrnujících mimo jiné magii, alchymii, věštění, astrologii, kabalu, mesmerismus, teosofii a spiritualismus.